# Stebnický potok
Stebnický potok německy Stabnitzer Bach je vodní tok v Českém lese, Smrčinách a Chebské pánvi v okrese Cheb v Karlovarském kraji, pravostranný přítok Odravy.
Délka toku měří 12 km, plocha povodí činí 26,38 km².

## Průběh toku
Potok pramení v Českém lese v nadmořské výšce 670 metrů na severozápadním úpatí hory Dyleň (940 m) asi 350 metrů od Česko-bavorské hranice. V mokřinách teče potok od pramene severním a severozápadním směrem neobydlenou krajinou hraničního pásma při bývalé Železné oponě.
V mělkém korytě se zařezává do skalnatého podloží, tvořeného výhradně svory chebsko-dyleňského krystalinika.
Podél části horního a středního toku potoka je vedena naučná stezka Stebnický potok, vybudovaná občanským sdružením Život na Dyleň. V místech u vývěru minerálního pramene Kyselecký hamr opouští území geomorfologického celku Český les a krátce protéká územím Smrčin. Zprava přibírá menší Hamerský potok, u Paličské mlýna opouští Smrčiny a přitéká do Chebské pánve. Míjí vesnici Doubravu a pokračuje do vesnice Dolní Lažany, kde přibírá zprava Paličský potok. Severním až severovýchodním směrem protéká pastvinami do vesnice Stebnice. Po asi 550 m od okraje vesnice se vlévá zprava do Odravy, respektive do vodní nádrže Jesenice, vybudované na Odravě.

## Hospodářské využití
Území středního toku potoka patřilo v minulosti k hospodářsky využívaným. Na potoce bylo vybudováno několik mlýnů, případně hamrů. K nejznámějšímu hamru patřil Kyselecký hamr, spadající pod obec Mýtinu. Byl nazýván Waffenhammer, který ovšem neměl nic společného se zbraněmi (německy Waffen = zbraně), ve skutečnosti se zde kovalo zemědělské nářadí, kosy, srpy, radlice atp. V jeho blízkosti vyvěrá minerální pramen pojmenovaný jako Kyselecký hamr. Je znám již od roku 1588 a popisuje ho Bohuslav Balbín. Na obrubě žulové jímky je vytesaný letopočet 1698. Jedná se zřejmě o nejstarší jímání pramene v Česku, u nějž se dochovala starobylá podoba.
Významnými vodními mlýny pod vesnicí Palič byly starý a nový Paličský mlýn, první vybudovaný kolem 1495, druhý roku 1616. Nad vesnicí Doubrava stával u brodu přes potok Doubravský mlýn, postavený údajně roku 1490. Stejně jako předešlé mlýny zanikl po roce 1945 kdy došlo k vysídlení německého obyvatelstva a území se octlo v zakázaném hraničním pásmu. Mlýn byl zbourán roku 1954.

## Fotogalerie

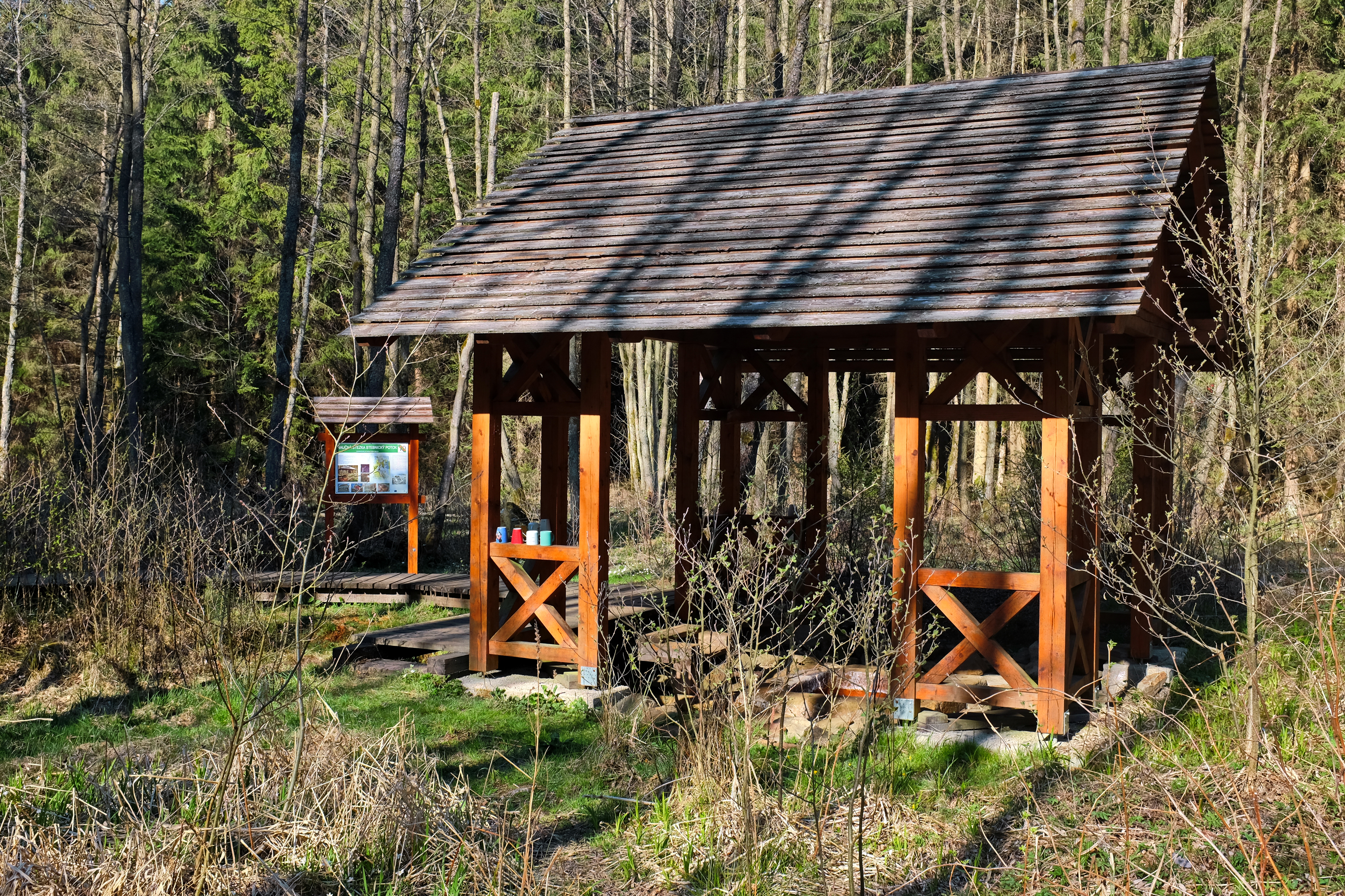
Minerálka Kyselecký hamr
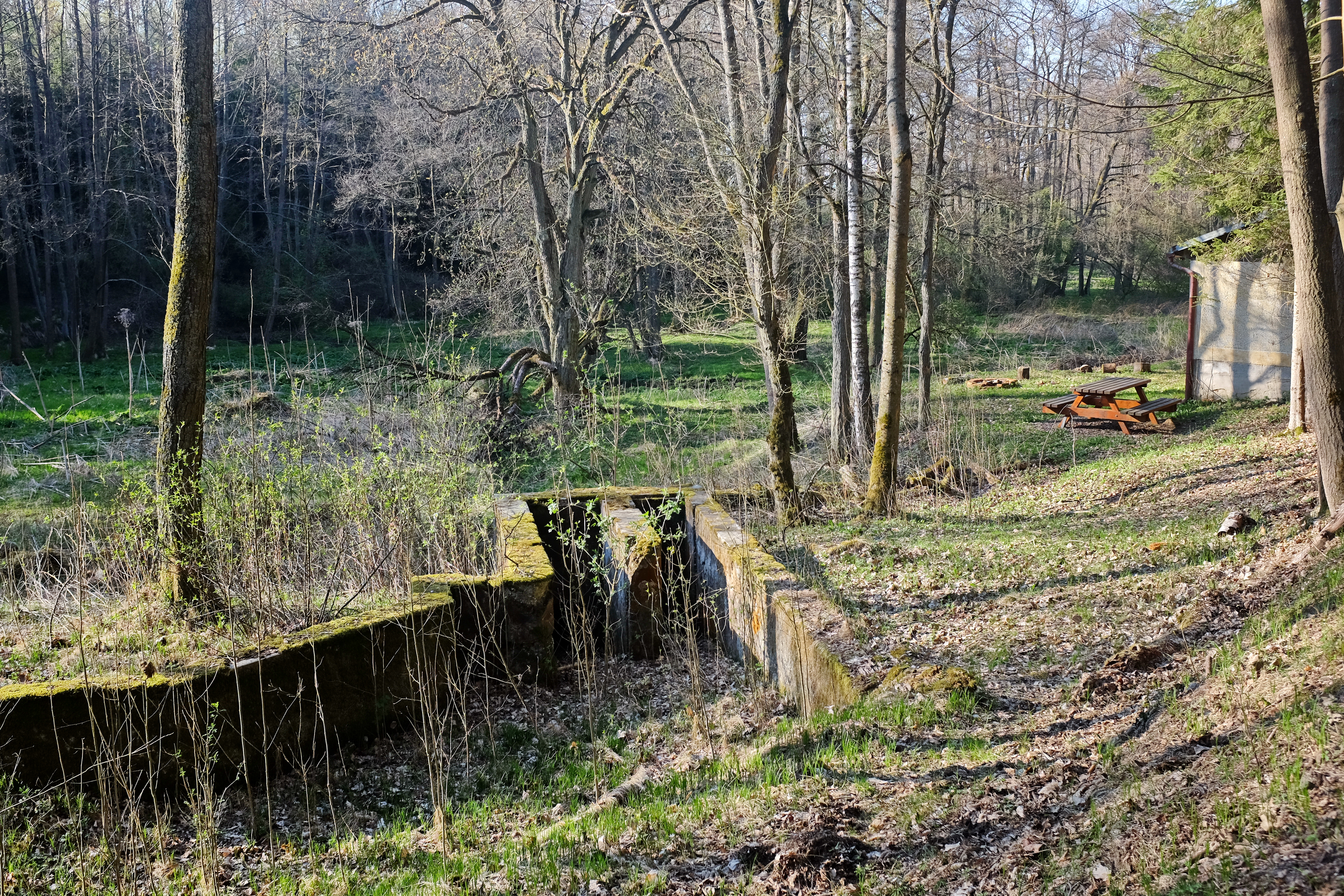
Pozůstatky Paličského mlýna
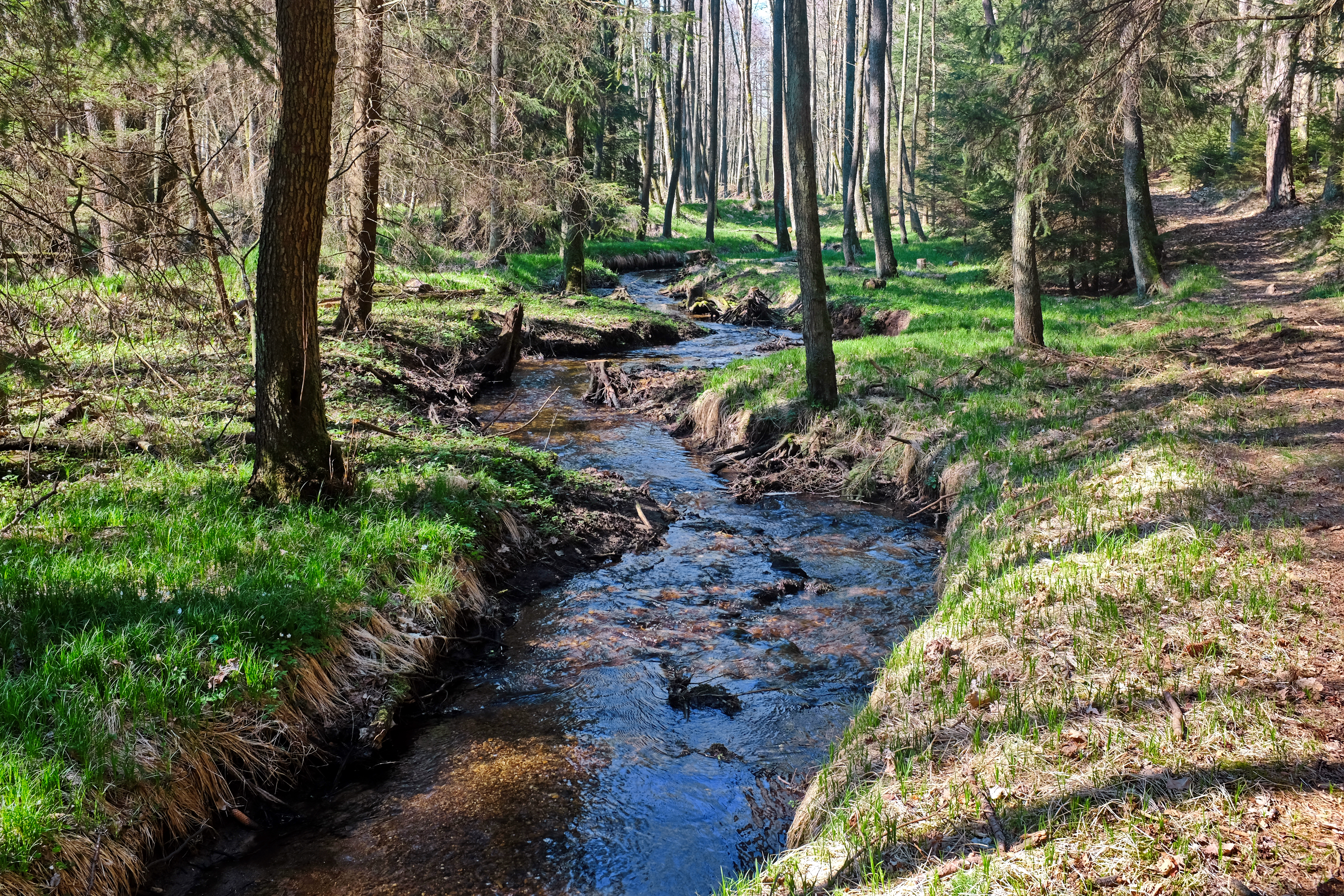
Potok u Paličského mlýna
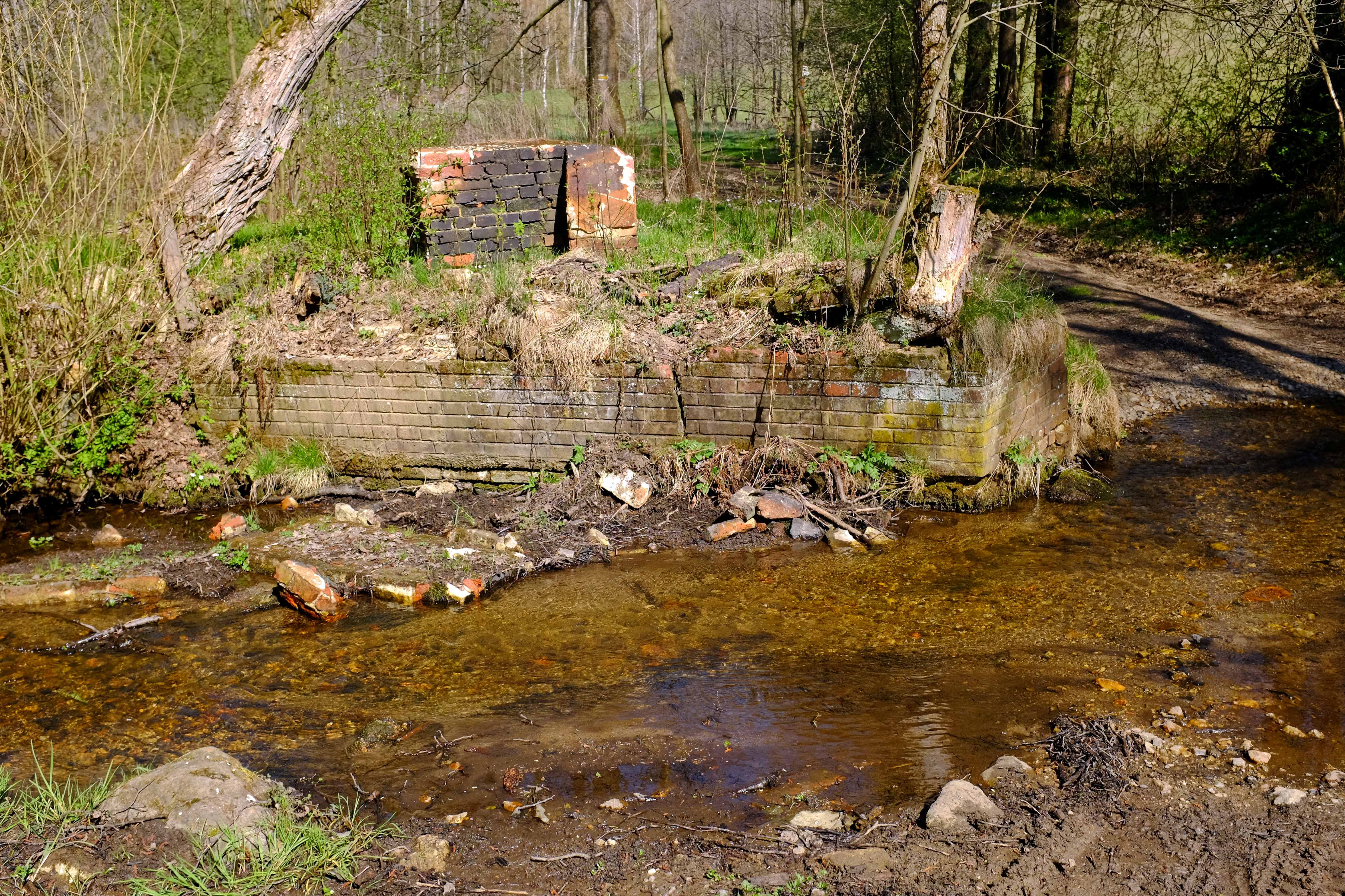
Pozůstatky Doubravského mlýna
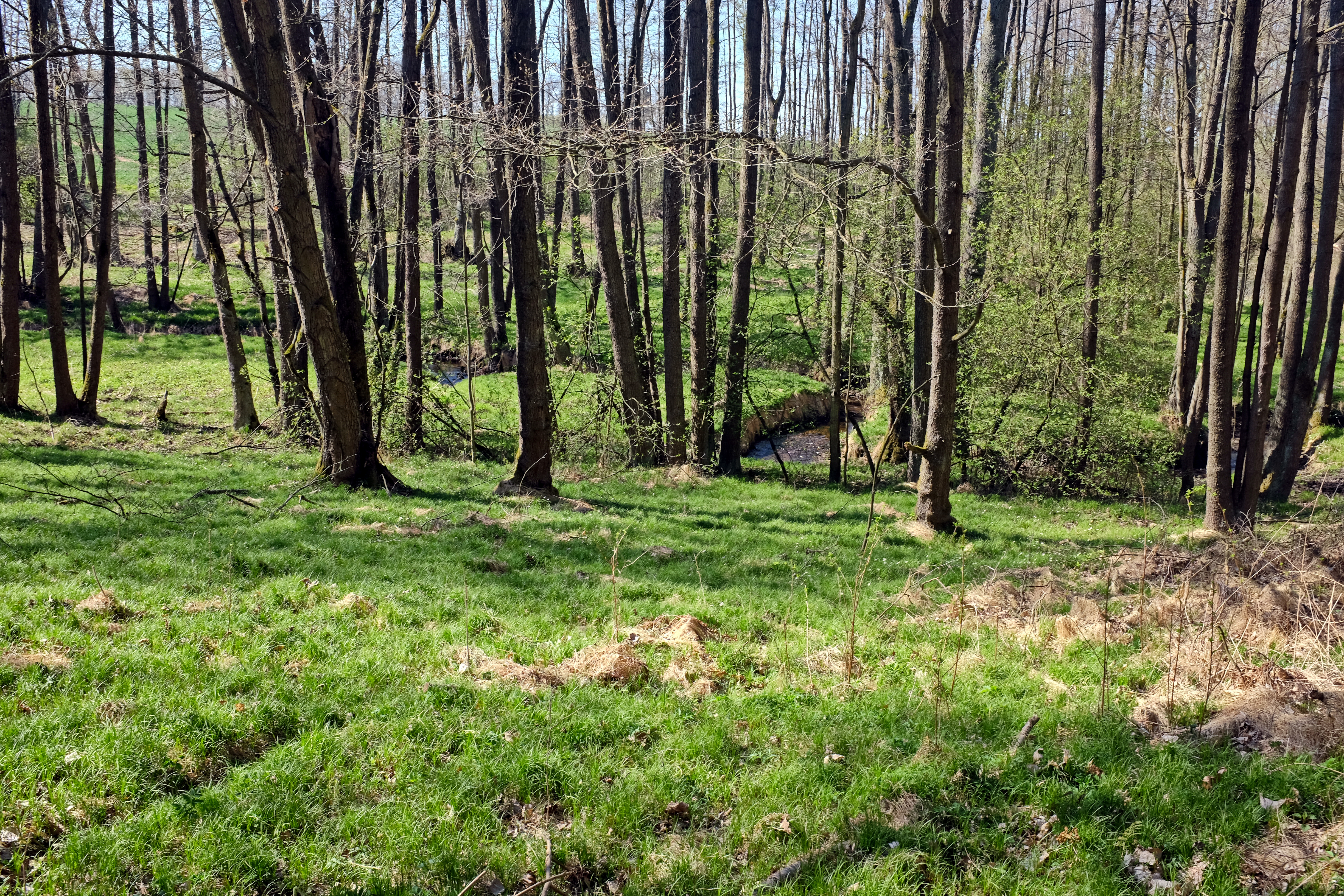
Niva Stebnického potoka
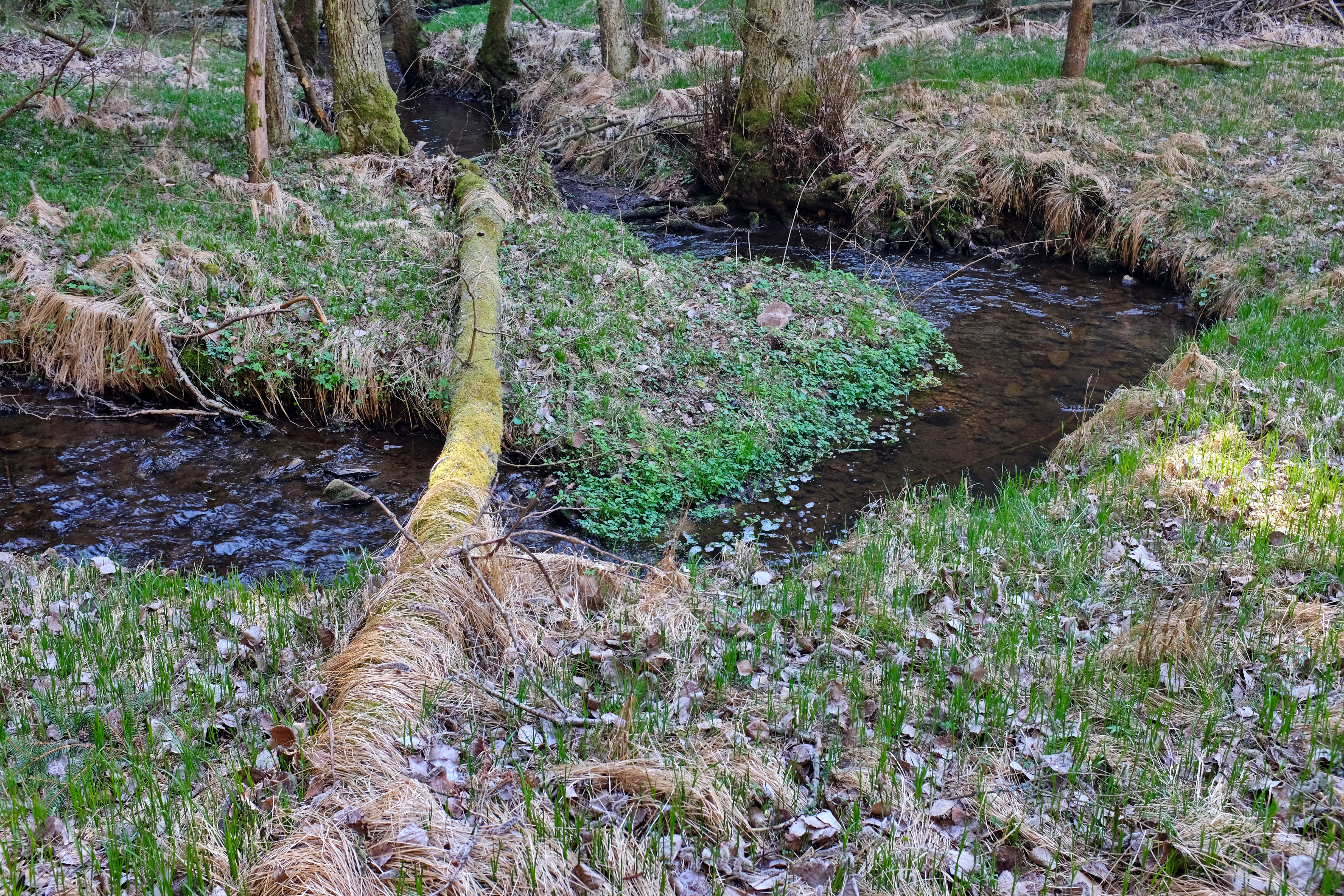
Meandry potoka